# アフリカヒメクイナ
アフリカヒメクイナ(阿弗利加姫水鶏、学名：Porzana egregia) は、ツル目クイナ科に分類される鳥類の一種である。別名アフリカウズラクイナとも呼ばれる。本種のみを所属種としてアフリカウズラクイナ属（Crecopsis）に分類する説もある。その場合学名は、Crecopsis egregiaとなる。

## 分布
サハラ砂漠以南のアフリカ（ガンビアからスーダン南部よりアンゴラ、南アフリカにかけて）に分布する。

## 形態
体長約21.5cm。体の上面は黒褐色で、羽縁は褐色である。顔は灰色で、白色の眉斑がある。喉は白色で、前頸から胸にかけては灰色、腹は白地に黒い横縞が入る。虹彩は赤色、嘴は赤色で先端は灰色、脚は褐色である。

## 生態
草原や、アシ原、水田などに生息する。開けた場所を好む。
昆虫類や小型の爬虫類、植物の種子を食べる。
雨期に繁殖し乾期には南方に渡る。渡りの後再び繁殖することがある。草地に営巣し、1腹3-8個の卵を産む。抱卵期間は約14日で、雌雄協同で抱卵、育雛を行う。